# Detroit (Maine)
Detroit ist eine Town im Somerset County des Bundesstaates Maine in den Vereinigten Staaten. Im Jahr 2020 lebten dort 885 Einwohner in 386 Haushaltenauf einer Fläche von 52,89 km².

## Geographie
Nach dem United States Census Bureau hat Detroit eine Gesamtfläche von 52,89 km², von der 52,45 km² Land sind und 0,44 km² aus Gewässern bestehen.

### Geographische Lage
Detroit liegt im Südosten des Somerset Countys und grenzt an das Penobscot County im Osten und das Waldo County im Süden. Der Sebasticook River sowie der East Branch of the Sebasticook River fließen in südwestlicher Richtung zentral durch das Gebiet. Im Süden grenzt der Carlton Pond an. Die Oberfläche ist eben, ohne nennenswerte Erhebungen.

### Nachbargemeinden
Alle Entfernungen sind als Luftlinien zwischen den offiziellen Koordinaten der Orte aus der Volkszählung 2010 angegeben.
- Norden: Palmyra, 9,5 km
- Nordosten: Newport, Penobscot County, 12,5 km
- Osten: Plymouth, Penobscot County, 5,4 km
- Süden: Troy, Waldo County, 11,6 km
- Südwesten: Burnham, Waldo County, 11,4 km
- Nordwesten: Pittsfield, 10,4 km

### Stadtgliederung
In Detroit gibt es mehrere Siedlungsgebiete: Chandlerville, Detroit, Dogtown, Houston Corner und Plummer Corner.

### Klima
Die mittlere Durchschnittstemperatur in Detroit liegt zwischen −11,1 °C (12 °F) im Januar und 20,0 °C (68 °F) im Juli. Damit ist der Ort gegenüber dem langjährigen Mittel der USA um etwa 9 Grad kühler. Die Schneefälle zwischen Oktober und Mai liegen mit bis zu zweieinhalb Metern mehr als doppelt so hoch wie die mittlere Schneehöhe in den USA; die tägliche Sonnenscheindauer liegt am unteren Rand des Wertespektrums der USA.

## Geschichte
Detroit wurde am 19. Februar 1828 als Town organisiert. Zunächst unter dem Namen Chandlerville. Dieser wurde am 18. März 1841 in Detroit geändert. Zuvor war das Gebiet Teil von Township No. 5, Second Range North of Waldo Patent (T5 R2 NWP). Die Town Plymouth wurde 1826 von dem Gebiet abgespalten und im Jahr 1855 wurde Land an Pittsfield abgegeben.
Frühe Siedler in dem Gebiet waren Joseph und Amos Chandler. John Chandler war einer der größeren Landbesitzer und nach ihm wurde die Town zunächst nach der Organisation benannt. Weitere Siedler erreichten das Gebiet, unter ihnen die Familie Frye, die 1842 eine Gerberei gründete.

### Einwohnerentwicklung
| Volkszählungsergebnisse – Town of Detroit, Maine | Volkszählungsergebnisse – Town of Detroit, Maine | Volkszählungsergebnisse – Town of Detroit, Maine | Volkszählungsergebnisse – Town of Detroit, Maine | Volkszählungsergebnisse – Town of Detroit, Maine | Volkszählungsergebnisse – Town of Detroit, Maine | Volkszählungsergebnisse – Town of Detroit, Maine | Volkszählungsergebnisse – Town of Detroit, Maine | Volkszählungsergebnisse – Town of Detroit, Maine | Volkszählungsergebnisse – Town of Detroit, Maine | Volkszählungsergebnisse – Town of Detroit, Maine |
| Jahr                                             | 1800                                             | 1810                                             | 1820                                             | 1830                                             | 1840                                             | 1850                                             | 1860                                             | 1870                                             | 1880                                             | 1890                                             |
| ------------------------------------------------ | ------------------------------------------------ | ------------------------------------------------ | ------------------------------------------------ | ------------------------------------------------ | ------------------------------------------------ | ------------------------------------------------ | ------------------------------------------------ | ------------------------------------------------ | ------------------------------------------------ | ------------------------------------------------ |
| Einwohner                                        |                                                  |                                                  |                                                  | 172                                              | 372                                              | 517                                              | 659                                              | 690                                              | 661                                              | 590                                              |
| Jahr                                             | 1900                                             | 1910                                             | 1920                                             | 1930                                             | 1940                                             | 1950                                             | 1960                                             | 1970                                             | 1980                                             | 1990                                             |
| Einwohner                                        | 527                                              | 461                                              | 412                                              | 415                                              | 466                                              | 492                                              | 564                                              | 663                                              | 744                                              | 751                                              |
| Jahr                                             | 2000                                             | 2010                                             | 2020                                             | 2030                                             | 2040                                             | 2050                                             | 2060                                             | 2070                                             | 2080                                             | 2090                                             |
| Einwohner                                        | 816                                              | 852                                              | 885                                              |                                                  |                                                  |                                                  |                                                  |                                                  |                                                  |                                                  |

## Wirtschaft und Infrastruktur

### Verkehr
Durch Detroit verläuft die Maine State Route 230 in nordsüdlicher Richtung durch das Gebiet der Town. Die Maine Street 69 und die Maine Street 100 verlaufen in westöstlicher Richtung.

### Öffentliche Einrichtungen
Es gibt keine medizinischen Einrichtungen in Detroit. Die nächstgelegenen befinden sich in Pittsfield, St. Albans und Hartland.
In Detroit befindet sich die Anna Field Fernald Library an der Maine Street.

### Bildung
Detroit gehört mit Burnham und Pittsfield zum Maine School Administrative District #53.
Im Schulbezirk werden mehrere Schulen angeboten:
- Manson Park School in Pittsfield, Pre-Kindergarten und Kindergarten
- Vickery School in Pittsfield, mit den Schulklassen 1 bis 4
- Warsaw Middle School in Pittsfield, mit den Schulklassen 5 bis 8